# Katarzyna Habsburżanka
Katarzyna Habsburżanka (ur. 15 września 1533 w Wiedniu, zm. 28 lutego 1572 w Linzu) – arcyksiężniczka austriacka, królewna czeska i węgierska, córka Ferdynanda I Habsburga i Anny Jagiellonki, księżna Mantui w latach 1549–1550 jako żona Franciszka III Gonzagi, królowa polska i wielka księżna litewska od 1553 r. jako trzecia żona króla Zygmunta Augusta.

## Dzieciństwo i pierwsze małżeństwo.

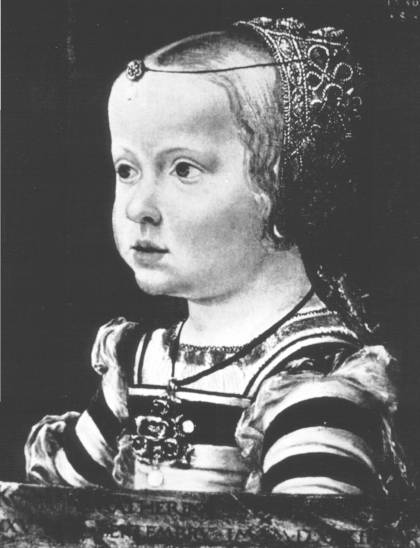
Portret kilkuletniej królewny Katarzyny, lata 30. XVI w.

Katarzyna była siódmym dzieckiem i czwartą córką Ferdynanda I Habsburga i Anny Jagiellonki, jedynej córki Władysława II Jagiellończyka. Większość dzieciństwa spędziła w Pałacu Hofburg w Innsbrucku. Otrzymała wykształcenie oparte na religii i dyscyplinie. Znała łacinę i włoski. 17 marca 1543 został zawarty układ małżeński pomiędzy Katarzyną a księciem Mantui, Franciszkiem III Gonzagą. Do ślubu doszło 22 października 1549. Mąż Katarzyny zmarł tragicznie zaledwie cztery miesiące po ślubie. Po śmierci męża siedemnastoletnia wdowa wróciła do Innsbrucka. Habsburgowie twierdzili, że ich małżeństwo nie zostało skonsumowane, aby zwiększyć szansę Katarzyny na drugie małżeństwo.

## Drugie małżeństwo z  Zygmuntem II Augustem
Po śmierci ukochanej żony Barbary w maju 1551 roku, król Polski i wielki książę litewski Zygmunt II August postanowił ponownie się ożenić, aby spłodzić upragnionego męskiego potomka, który przedłuży dynastię. Wiedząc o jego planach matrymonialnych cesarz Ferdynand I Habsburg postanowił wydać swą córkę księżną-wdowę Mantui za króla Polski. To małżeństwo miało na celu utworzenia silnej frakcji pro-habsburskiej na polskim dworze królewskim. Ponadto w ten sposób cesarz chciał zapobiec wsparciu Zygmunta II Augusta dla jego siostry Izabeli Jagiellonki i jej syna Jana Zygmunta Zapolyi w walce o sukcesję o Królestwo Węgier. Zarówno Katarzyna jak i Zygmunt byli przeciwni temu małżeństwu. Ona winiła polskiego króla o śmierć jej najstarszej siostry Elżbiety Habsburżanki w 1545 roku. Natomiast on obawiał się, że Katarzyna będzie równie nieatrakcyjna i słabego zdrowia, jak jego pierwsza żona. Jednak Habsburgowie grozili zawiązaniem antypolskiego sojuszu z Carstwem Rosyjskim.
Na początku 1553 roku Mikołaj "Czarny" Radziwiłł został wysłany na dwór Ferdynanda I, aby go odwieść od sojuszu z carem Iwanem IV Groźnym. Ponadto Radziwiłł miał także inne zadanie, by sprawdzić potencjalne szanse na małżeństwo z bawarską księżniczką Mechtyldą Wittelsbach lub z jedną córek Herkulesa II d'Este, księcia Ferrary, Modeny i Reggio – Lukrecją lub Eleonorą. Pomimo tego cesarzowi udało się przekonać Radziwiłła, że małżeństwo jego córki Katarzyny z Zygmuntem II Augustem jest najlepszą opcją. Ten wysłał entuzjastyczny list do króla Polski, w którym zachwalał zalety małżeństwa z córką cesarza. Zygmunt II August dosyć szybko wyraził zgodę na trzecie małżeństwo – 10 kwietnia 1553 roku. Przyszli małżonkowie otrzymali dyspensę papieską 20 maja 1553 roku na zawarcie małżeństwa, gdyż byli kuzynami pierwszego stopnia. 23 czerwca 1553 roku zawarto układ małżeński między przedstawicielami obu stron. Tegoż dnia miał również miejsce per procura ślub. Właściwy ślub odbył się między 1 a 30 lipca tego samego roku. Uroczystości ślubne trwały 10 dni. Posag Katarzyny wynosił 100 tys. florenów, 500 grzywien srebra, 48 bogato zdobionych sukni oraz około 800 sztuk biżuterii.

### Życie z Zygmuntem II Augustem
Katarzyna mówiła biegle po włosku i właśnie w tym języku porozumiewała się z teściową królową Boną Sforzą oraz jej szwagierkami. Młoda królowa była ambitna i dążyła do zdobycia wpływów politycznych na polskim dworze królewskim, co nie podobało się Zygmuntowi II Augustowi. Mimo tego na początku król starał się dobrze traktować swą trzecią żonę, gdyż pilnie potrzebował dziedzica i wiedział, że złe traktowanie małżonki spotka się z krytyką dworu, jak to było w przypadku Elżbiety Habsburżanki. W lutym 1554 roku po raz pierwszy małżonkowie rozdzielili się, gdyż Zygmunt II August musiał udać się na obrady sejmu w Lublinie. Natomiast królowa przebywała w Parczewie. Według królewskiego sekretarza Michała Trzebuchowskiego, królowa była zła i ciągle płakała z powodu rozłąki z mężem. Gdy na początku kwietnia tego samego roku Zygmunt odwiedził małżonkę, ta poinformowała go o tym, że spodziewa się dziecka. Później para królewska udała się w podróż do Wielkiego Księstwa Litewskiego i 25 maja 1554 roku zawitali do Wilna, gdzie z krótkimi przerwami Katarzyna spędziła 9 lat. Dokładnie nie wiadomo, czy była to ciąża urojona, poronienie, czy dworska intryga, ale w przewidzianym terminie rozwiązania ciąży w październiku 1554 roku nie było.
Stosunkowo normalne, choć nieco zdystansowane małżeństwo trwało przez kilka lat. Wydaje się, że królowa Katarzyna towarzyszyła mężowi w czasie sejmu generalnego wiosną 1555 roku oraz w trakcie ślubu per procura królewny Zofii Jagiellonki z księciem Brunszwicku-Lüneburg Henrykiem V Welfem w styczniu 1556 roku. Ponadto działała jako mediator pomiędzy jej mężem a jej ojcem i regularnie korespondowała z Albrechtem Hohenzollernem, księciem Prus. Królowa miała dosyć korzystne poglądy na temat protestantyzmu. Jej posag został wypłacony na przełomie 1555/1556 roku. W związku z tym, 19 stycznia 1556 roku Katarzyna otrzymała miasta – Wiślica, Żarnów, Radom, Nowy Korczyn, Kozienice, Chęciny i Radoszyce.
Wiosną 1556 roku królowa-matka Bona Sforza powróciła w rodzinne strony i jej dwie jeszcze niezamężne córki Katarzyna i Anna przeniosły się do Wilna. Wydaje się, że trzy kobiety stały się wobec siebie bliższe. Latem 1558 roku rodzina królewska powróciła do Polski. Tegoż samego roku w październiku królowa ciężko zachorowała. Przyczyny choroby były nieznane i polscy lekarze nie zostali dopuszczeni do królowej, zresztą na jej rozkaz. Gdy na polski dwór królewski przybyli austriaccy lekarze wysłani przez jej ojca, to stwierdzili u królowej gorączkę i dreszcze. Dopiero wiosną 1559 roku królowa wyzdrowiała, ale jej rekonwalescencja została zakłócona przez wybuch plagi latem tego samego roku. Katarzyna powróciła do Wilna na początku 1560 roku i ponownie zachorowała. Zygmunt II August był przekonany, że to była epilepsja. Ta sama choroba, która dręczyła jego pierwszą żonę, Elżbietę. Z tego powodu małżeństwo pary królewskiej stało się jeszcze bardziej zdystansowane.

### Nieudane małżeństwo
W październiku 1562 roku podczas uroczystości z okazji ślubu królewny Katarzyny Jagiellonki z Janem Wazą, księciem Finlandii, para królewska widziała się po raz ostatni. Królowa mieszkała w Wilnie i Grodnie do czasu, gdy przeniosła się do Radomia w 1563 roku. W tymże czasie król Zygmunt II August rozpoczął przygotowania do otrzymania unieważnienia swego trzeciego małżeństwa, gdyż chciał po raz kolejny się ożenić i spłodzić upragnionego dziedzica. W styczniu 1565 roku król zwierzył się papieskiemu nuncjuszowi Giovanniemu Francesco Commendone, że jego trzecie małżeństwo z Katarzyną Habsburżanką jest grzeszne i niezgodne z prawem boskim, ponieważ była ona siostrą jego pierwszej żony. Kolejnymi powodami nieudanego małżeństwa z austriacką arcyksiężniczką była jej niechęć do Polski oraz celowe spowodowanie poronienia w 1554 roku. Papież Pius IV nie wyraził zgody na stwierdzenie nieważności małżeństwa polskiego króla z Katarzyną Habsburżanką.
W 1564 roku cesarz Maksymilian II Habsburg wysłał dwóch posłów do Polski – Andrzeja Dudycza i Wilhelma von Kurzbach – w celu pogodzenia Zygmunta II Augusta z Katarzyną lub przekonania polskiego władcy, aby pozwolił jego siostrze opuścić Polskę. Na początku Zygmunt nie wyraził zgody na opuszczenie Korony Królestwa Polskiego przez jego żonę i powrót w rodzinne strony z powodu obawy o wzrost antypolskich wpływów na dworze cesarskim w Wiedniu. Jednak z czasem przystał na to wierząc, że jej wyjazd ułatwi i przyspieszy uzyskanie unieważnienia małżeństwa.

### Wyjazd z Polski, ostatnie lata
Pod koniec 1565 roku Katarzyna udała się do Wielunia, szykując się do opuszczenia Polski. Jednak polska szlachta, obawiająca się ostatecznego pogrzebania szans na przedłużenie dynastii, interweniowała, nie dopuszczając do wyjazdu królowej. Pertraktacje trwały prawie cały rok. W końcu Katarzyna opuściła granice Polski 8 października 1566 roku. Najpierw przybyła do Wiednia, gdzie jednak dwór cesarski przyjął ją chłodno, obwiniając ją o rozpad małżeństwa z Zygmuntem Augustem. Po roku opuściła więc Wiedeń i udała się do Linzu, gdzie spędziła ostatnie 5 lat swojego życia. Zygmunt August wypłacał jej 28 tys. guldenów rocznie na utrzymanie niewielkiego dworu. Katarzyna korespondowała z mężem, a w testamencie zapisała mu wszystkie otrzymane od niego klejnoty. Większość swojego majątku przekazała na cele dobroczynne. W tym czasie Zygmunt wciąż bezskutecznie starał się o unieważnienie małżeństwa. Gdy Katarzyna zmarła 28 lutego 1572 roku, król szybko rozpoczął starania o kolejny ożenek, sam jednak zmarł kilka miesięcy później.

## Galeria

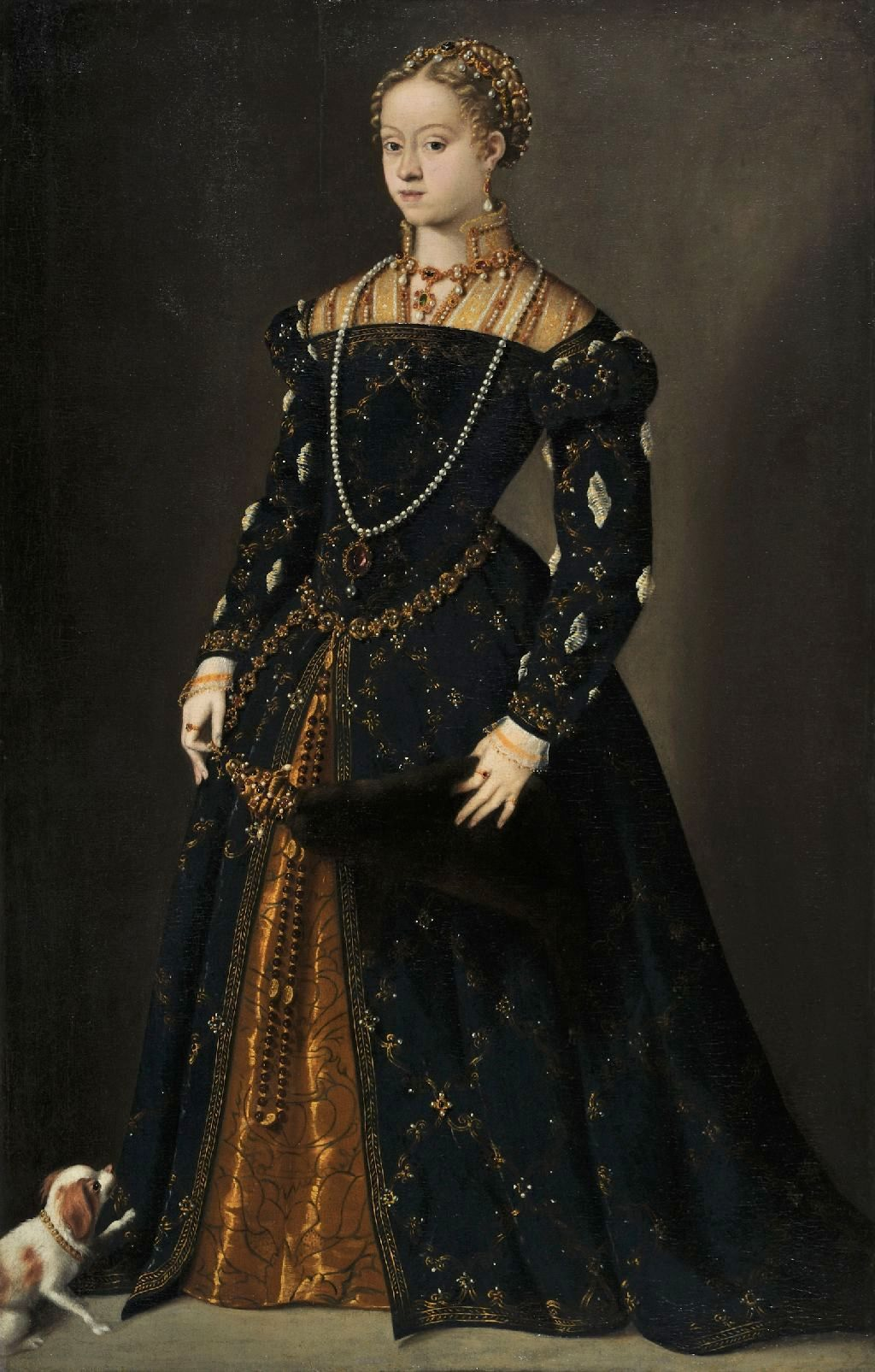
Portret nastoletniej Katarzyny Habsburżanki, Tycjan, 1548-49 r.
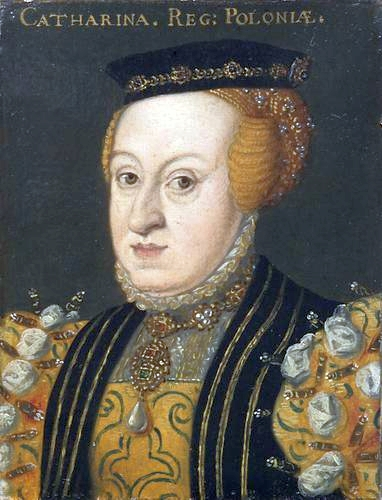
Portret Katarzyny Austriaczki, po 1557 r.
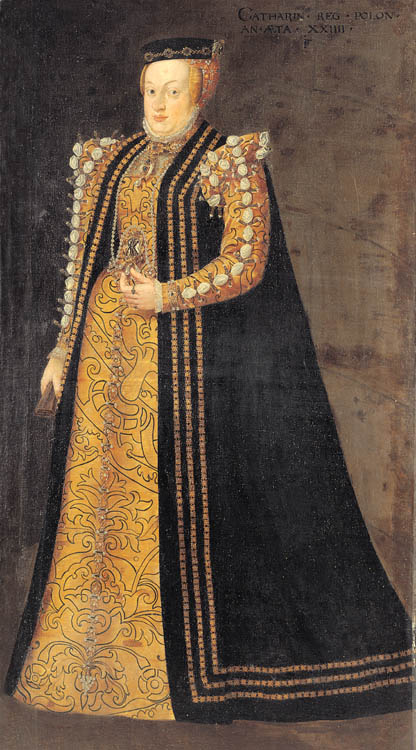
Portret Katarzyny Habsburżanki, po 1557 r.
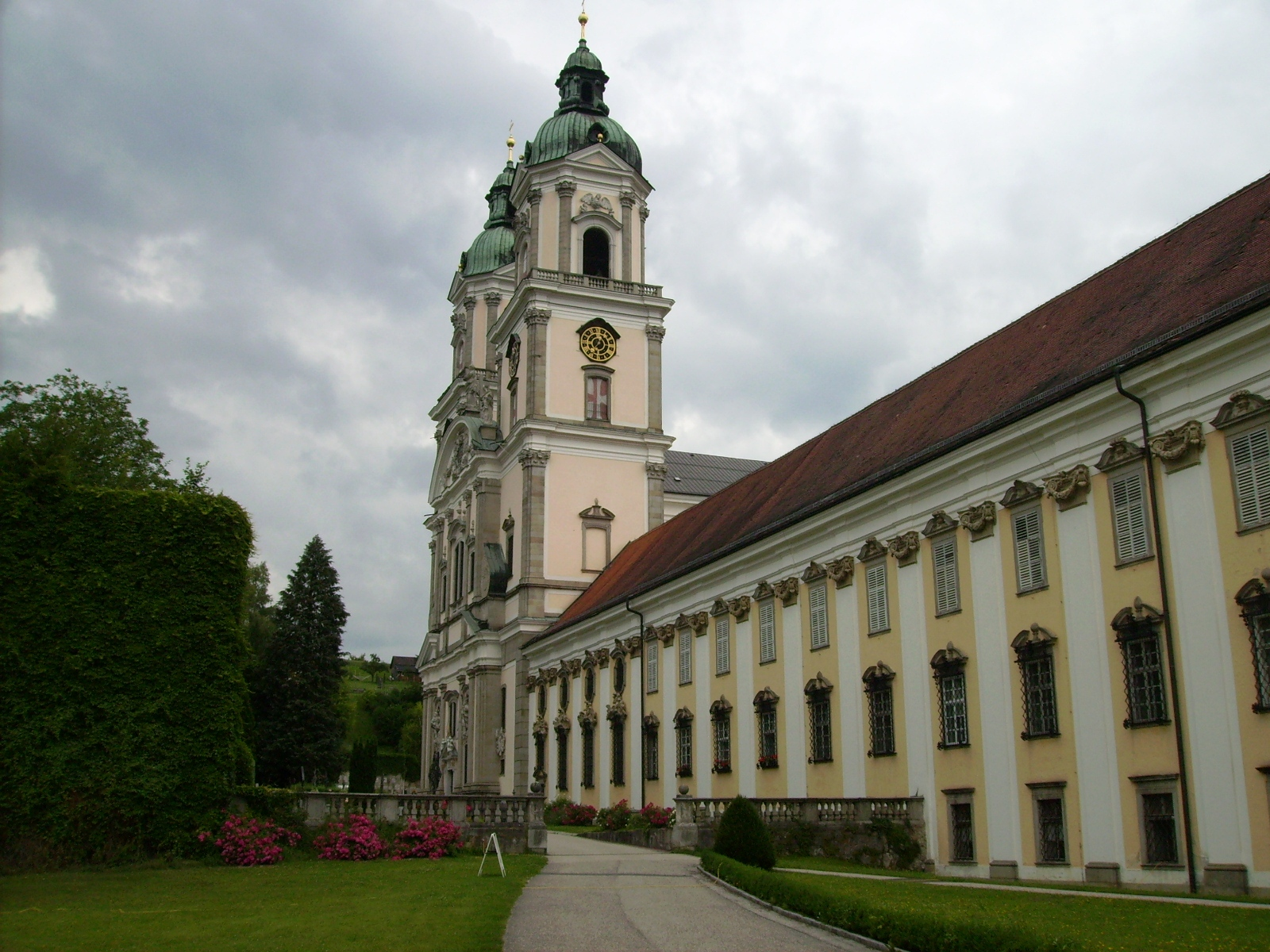
Klasztor Sankt Florian w pobliżu Linzu, miejsce pochówku Katarzyny Habsburżanki

## Genealogia
| Filip I Piękny ur. 22 VI 1478 zm. 25 IX 1506 | Filip I Piękny ur. 22 VI 1478 zm. 25 IX 1506 |                                                      |                                                      | Joanna Szalona ur. 6 XI 1479 zm. 12 IV 1555 | Joanna Szalona ur. 6 XI 1479 zm. 12 IV 1555 |  |  | Władysław II Jagiellończyk ur. 1 III 1456 zm. 13 III 1516 | Władysław II Jagiellończyk ur. 1 III 1456 zm. 13 III 1516 |                                                |                                                | Anna de Foix-Candale ur. ok. 1484 zm. 26 VII 1506 | Anna de Foix-Candale ur. ok. 1484 zm. 26 VII 1506 |  |
|                                              |                                              |                                                      |                                                      |                                             |                                             |  |  |                                                           |                                                           |                                                |                                                |                                                   |                                                   |  |
|                                              |                                              |                                                      |                                                      |                                             |                                             |  |  |                                                           |                                                           |                                                |                                                |                                                   |                                                   |  |
|                                              |                                              | Ferdynand I Habsburg ur. 10 III 1503 zm. 25 VII 1564 | Ferdynand I Habsburg ur. 10 III 1503 zm. 25 VII 1564 |                                             |                                             |  |  |                                                           |                                                           | Anna Jagiellonka ur. 23 VII 1503 zm. 27 I 1547 | Anna Jagiellonka ur. 23 VII 1503 zm. 27 I 1547 |                                                   |                                                   |  |
|                                              |                                              |                                                      |                                                      |                                             |                                             |  |  |                                                           |                                                           |                                                |                                                |                                                   |                                                   |  |
|                                              |                                              |                                                      |                                                      |                                             |                                             |  |  |                                                           |                                                           |                                                |                                                |                                                   |                                                   |  |
|                                              |                                              |                                                      |                                                      |                                             |                                             |  |  |                                                           |                                                           |                                                |                                                |                                                   |                                                   |  |

|  |  | 1 Franciszek III Gonzaga ur. 10 III 1533 zm. 22 II 1550 OO 22 X 1549 | 1 Franciszek III Gonzaga ur. 10 III 1533 zm. 22 II 1550 OO 22 X 1549 | Katarzyna Habsburżanka ur. 15 IX 1533 zm. 28 II 1572 | Katarzyna Habsburżanka ur. 15 IX 1533 zm. 28 II 1572 | 2 Zygmunt II August ur. 1 VIII 1520 zm. 7 VII 1572 OO po 23 VI w 1553 | 2 Zygmunt II August ur. 1 VIII 1520 zm. 7 VII 1572 OO po 23 VI w 1553 |  |  |
|  |  |                                                                      |                                                                      |                                                      |                                                      |                                                                       |                                                                       |  |  |
|  |  |                                                                      |                                                                      |                                                      |                                                      |                                                                       |                                                                       |  |  |